# Ischasioides crassitarsis
Ischasioides crassitarsis är en skalbaggsart som först beskrevs av Pierre Émile Gounelle 1911.  Ischasioides crassitarsis ingår i släktet Ischasioides och familjen långhorningar. Inga underarter finns listade i Catalogue of Life.